# Jablonovij-hegyvonulat
A Jablonovij-hegyvonulat (avagy Jablonovij-hegység, oroszul Яблоновый хребет [Jablonovij hrebet], burjátul Яаблан дабаан [Jablan dabaan]) hegység Oroszországban, a Szibéria déli hegyvidékeihez tartozó Bajkálontúli-hegyvidék része. Közigazgatásilag a Bajkálontúli határterülethez tartozik.

## Jellemzői
Délnyugaton a Hilok bal parti részétől (az Ungo torkolatvidékétől) hosszan nyúlik el kelet felé, majd északkelet felé az Ingoda bal partja mentén és tovább a Karenga bal parti vidékén. A hegység folyóvölgyekre néző, délkeleti oldala a meredekebb; az ellenkező oldal a gerinctől szelíd lejtőkkel ereszkedik északnyugat felé.
Legnagyobb szélessége (a Karenga felső folyásánál) eléri a 80 km-t, hossza körülbelül 650–700 km; legmagasabb pontja a Kontalakszkij Golec (1706) m. A hegyvonulat nyugati-délnyugati részének gerince vízválasztóként szolgál a Jeges-tenger (Jenyiszej, Léna) és a Csendes-óceán (Amur) között.
Leginkább gránitból, kristályos palából és homokkőből épül fel. Területét sűrű fenyőerdők borítják, a magasabb tetőkön törpefák, kőtengerek találhatóak. Legmagasabb hegycsúcsai igen gyérek.
A mongóliai folytatása délnyugat felé a Hentij-hegység.